# 17.ª División (Siria)
La 17.ª División de Reserva fue una formación del Ejército Árabe Sirio responsable del noreste de Siria. Es una de las dos divisiones autónomas del Ejército, siendo la otra la 18.ª División.

## Estructura
La 17.ª División fue autónoma respecto de la estructura de Cuerpos del Ejército sirio. Está compuesta por la 137.ª Brigada Mecanizada, la 93.ª Brigada Acorazada –que dejó de existir durante la ofensiva relámpago de Estado Islámico (Daesh) de 2014–, el 154.º Regimiento de Fuerzas Especiales y el 121.º Regimiento de Artillería.
Es una de las cinco divisiones especiales del Ejército, que, a diferencia de las divisiones convencionales, incluyen tanto brigadas como regimientos de maniobras.

## Historia

### Papel en la guerra civil
La 17.ª División se mantuvo activa en la gobernación de Deir Ezzor a lo largo de 2012. En los primeros meses de ese año, la 93.ª Brigada abandonó su asiento natural en Idlib y se trasladó a la Gobernación de Al Raqa.
En noviembre de 2012, el Ejército Libre Sirio afirmó que elementos de la 17.ª División se hallaban en Rastán, allanando el camino para especulaciones acerca de una posible retirada parcial del este del país a medida que Damasco perdía posiciones allí.
Tras la caída de Raqqa, elementos de la 17.ª División continuaban resistiento el cerco rebelde en octubre de 2013.
Luego de la captura de la base aérea de Meneg, los vencidos que lograron escapar se entregaron a las fuerzas kurdas, en busca de protección. Sin embargo, estos entregaron a la oficialidad al Frente al-Nusra a cambio de prisioneros kurdos y los islamistas ejecutaron a los militares, incluyendo al coronel Naji Abu Shaar.
En julio de 2014, Estado Islámico se hizo con los cuarteles de la 93.ª Brigada.
En febrero de 2016, se reportó que la 137.ª Brigada Mecanizada controlaba la ayuda humanitaria de las Naciones Unidas. El 15 de octubre de ese año, la 137.ª Brigada asaltó el perímetro sur de sus antiguos cuarteles en Deir Ezzor, que se hallaban ocupados por los yihadistas, matando a varios extremista y destruyendo tres blindados.
En junio de 2017, durante la Batalla de Al Raqa las Fuerzas Democráticas Sirias y sus aliados, con apoyo aéreo estadounidense, expulsaron a Daesh del otrora asiento de la 17.ª División, ubicado a un kilómetro de la ciudad.
El general Mohammed Khadour, perteneciente a la Guardia Republicana, es el actual comandante de la 17.ª División.